# Maera nelsonae
Maera nelsonae är en kräftdjursart som beskrevs av Krapp-Schickel och Jarrett 2000. Maera nelsonae ingår i släktet Maera och familjen Melitidae. Inga underarter finns listade i Catalogue of Life.